# نوکیا لومیا ۶۱۰
نوکیا لومیا ۶۱۰ (به انگلیسی: Nokia Lumia 610) تلفن هوشمند بر پایه ویندوز فون است که در همایش جهانی گوشی همراه ۲۰۱۲ معرفی شد. این تلفن برای مشتریان جوانی طراحی شده بود که اولین تلفن هوشمندشان را می‌خریدند.
کمپانی فنلاندی نوکیا سیستم عامل ویندوز فون را در گوشی‌های خانواده لومیا به مشتریان عرضه نموده است. نوکیا لومیا ۶۱۰ یک گوشی ساده است که باعث می‌شود بتوانید در عین راحتی یک ویندوز فون را تجربه نمایید. پردازنده ۸۰۰ مگاهرتزی Cortex-A5 به همراه پردازشگر گرافیکی Adreno 200 و تراشه Qualcomm برای این مدل در نظر گرفته شده‌اند. البته لازم است ذکر شود که رم ۲۵۶ مگابایتی بکار رفته در کنار دیگر سخت‌افزار گوشی، کمی روی سرعت پردازش گوشی تاثیر گذاشته و عملکرد گوشی را کاهش داده است. سیستم عامل به کار گرفته شده در نوکیا لومیا ۶۱۰، ویندوز فون نسخه ۷٫۵ است که این نسخه در کنگره جهانی موبایل در بارسلونا با نام Mango معرفی شد و اکنون در اکثر گوشی‌های هوشمند نسل دوم ویندوز فون ۷ وجود دارد. این مدل مزایا و کاستی‌های متفاوتی نسبت به هم رده‌های خودش مانند اچ تی سی رادار (به انگلیسی: HTC Radar) یا سامسونگ اومنیا دبلیو (به انگلیسی: Samsung Omnia W) دارد.

## طراحی و ساخت
ابعاد گوشی ۶۲×۱۱۹ میلی‌متر و وزن آن ۱۳۳ گرم است. این گوشی در عین حال که گوشی خوش دستی است و قابلیت حمل آسانی دارد، از مقاومت خوبی نیز برخوردار است. از نظر ظاهری، تفاوت زیادی بین این مدل با لومیا ۷۱۰ وجود ندارد، شاید عمده تفاوت این دو مدل را بتوان تفاوت در کلیدهای کنترل زیر صفحه نمایش بیان کرد که در لومیا ۶۱۰ این دکمه‌ها به صورت سه دکمه جداگانه لمسی خازنی می‌باشند درحالی‌که در لومیا ۷۱۰ روی یک قطعه قرار دارند. کلید پاور، کلید تنظیم صدا و کلید دوربین در طرف راست گوشی قرار دارند. در طرف چپ و در پایین لومیا هیچ پورت و کلیدی وجود ندارد. خروجی ۳٫۵ میلی‌متری و پورت میکرو یو اس بی در قسمت بالای گوشی قرار گرفته‌اند که محل بند گوشی نیز در این قسمت وجود دارد. در نهایت هم دوربین ۵ مگاپیکسلی و فلاش ال ای دی در قاب پشت گوشی قرار دارد درحالی‌که بلندگو درست مانند لومیا ۷۱۰ در پایین قاب پشت مشاهده می‌شود. جنس بدنه این گوشی پلاستیکی است. در دور گوشی هم یک فریم فلزی صیقلی و براق طراحی شده که به گوشی زیبایی خاصی بخشیده است. نوکیا لومیا ۶۱۰ به راحتی در یک دست جا می‌گیرد و می‌توان به آسانی با آن کار کرد.

## صفحه نمایش
این گوشی دارای یک صفحه نمایش ۳٫۷ اینچی استاندارد با دقت ۸۰۰×۴۸۰ است.

## سخت‌افزار
پردازنده این گوشی ۸۰۰ مگاهرتز و از نوع Cortex-A5 می‌باشد که در کنار تراشه Qualcomm و پردازنده گرافیکی Adreno 200 در این گوشی بکار گرفته شده است.

## دوربین
دوربین نصب شده بر روی لومیا ۶۱۰ با دقت ۵ مگاپیکسل، عکس‌هایی با دقت ۱۹۴۴×۲۵۹۲ پیکسل را برای ما ثبت می‌نماید.

## باتری
باتری لیتیوم یونی ۱۳۰۰ میلی آمپری که در این گوشی استفاده شده است، تا حدود ۱۰ ساعت مکالمه ممتد و بیش از ۶۷۰ ساعت در حالت آماده باش را پشتیبانی می‌کند.